# 佐々木吉三郎
- 佐々木吉三郎
- 佐佐木吉三郎

佐々木 吉三郎（ささき きちさぶろう、明治5年11月15日（1872年12月15日） – 大正13年（1924年）11月20日）は、日本の教育学者。

## 経歴
宮城県出身。宮城県師範学校を経て、1899年（明治32年）に東京高等師範学校を卒業。東京高等師範学校附属小学校訓導、東京高等師範学校助教授、同教授を歴任した。1907年（明治40年）から1909年（明治42年）までドイツに留学。帰国後、東京高等師範学校教授・同附属小学校主事を務めた。
その後、東京市視学、同学務課長に就任した。

## 著作

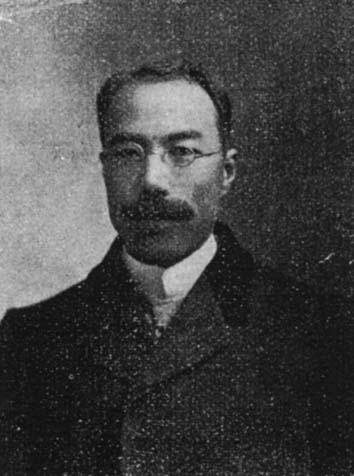
佐々木吉三郎

- 「在校当時の母校」（『教育』第344号、茗渓会、1911年10月）
- 「ブタベストとベルリンに於ける 講道館柔道」（『教育』第457号、茗渓会、1921年5月）
- 『佐佐木吉三郎教育論集』 東京高等師範学校初等教育研究会編、目黒書店、1925年5月

著書
- 『教材叢書 修身訓話』全8巻、近藤九一郎、富永岩太郎共著、同文館、1900年6月-12月
- 『師範教科 心理学 附論理学』 田中治六ほか共著、同文館〈教育各科統合教科書〉、1901年9月
- 『師範教科 教育学』 田中治六ほか共著、同文館〈教育各科統合教科書〉、1902年1月
- 『師範教科 教育史』 田中治六ほか共著、同文館〈教育各科統合教科書〉、1902年3月
- 『修身教授撮要』 同文館、1902年7月
  - 『修身教授法集成』 同文館、1906年11月
  - 貝塚茂樹監修 『文献資料集成 日本道徳教育論争史 第1期第5巻 修身教授論の諸相』 日本図書センター、2012年6月、ISBN 9784284306126 - 『修身教授撮要』を抄録
- 『国語教授撮要』 育成会、1902年8月
  - 『国語教授法集成』上下巻、育成会、1906年9月
  - 井上敏夫ほか編 『近代国語教育論大系 3 明治期3』 光村図書出版、1975年3月 - 『国語教授撮要』を抄録
- 『訓練法撮要』上下巻、同文館、1903年9月-12月
- 『地理教授撮要』 大日本図書、1906年10月
- Djudo : a Japán dzsiu-dzsicu tökéletesitett módszere. Hornyánszky Viktor, 1907.
- 『教育的美学』上中下巻、敬文館、1911年10月-1912年7月
- 『世界の大勢と大正教育の方針』 目黒書店、1915年5月
- 『家庭改良と家庭教育』 目黒書店、1917年6月 ／ クレス出版〈家庭教育文献叢書〉、1990年9月、ISBN 4906330223
- 『市町村改良と社会教育』 目黒書店、1919年8月
- 『現代三大思潮批判』 大日本図書、1919年9月
- 『生活改造問題批判』 大日本図書、1920年8月
- 『青年と人生観』 実業之日本社、1925年11月

訳書
- 『小学校 教授の原理』 ヴェー・ラインほか共著、山口小太郎共訳、同文館、1901年1月
  - 仲新ほか編 『近代日本教科書教授法資料集成 第4巻 教授法書4』 東京書籍、1982年9月
- 『小学校 教授の実際』全4巻、ヴェー・ラインほか共著、波多野貞之助共訳、同文館、1902年1月-1905年11月
- 『数へ主義 算術教授法真髄』上下巻、ルドルフ・クニルリング原著、同文館、1905年12月-1906年7月

編書
- 『尋常小学唱歌』全12巻、納所弁次郎、田村虎蔵共編、日本書籍、1905年-1906年
- 『抜萃 尋常小学唱歌』全6巻、納所弁次郎、田村虎蔵共編、佐藤勝太郎、1914年4月
- 『実業之日本社派遣 渡米小学校長団視察報告』 実業之日本社、1919年2月

## 関連文献
- 『教育研究』第230号、初等教育研究会、1921年11月
- 羽生健雄 「佐々木吉三郎」（石森芳男編輯 『郷土人物伝』 宮城県教育会、1929年12月）
- 大桃伸一 「佐々木吉三郎」（河北新報社宮城県百科事典編集本部編 『宮城県百科事典』 河北新報社、1982年4月）
- 大槻宏樹 「佐々木吉三郎 : 全体と個の社会教育」（全日本社会教育連合会編 『社会教育論者の群像』 全日本社会教育連合会、1983年5月）
- 鈴木博雄 「佐々木吉三郎 : コイコイ主義の指導法」（唐沢富太郎編著 『図説 教育人物事典 : 日本教育史のなかの教育者群像 中巻』 ぎょうせい、1984年4月）
- 野地潤家 「佐々木吉三郎」（国語教育研究所編 『国語教育研究大辞典』 明治図書出版、1988年）